# Katrina Lehis
Katrina Lehis (Haapsalu, 19 dicembre 1994) è una schermitrice estone, specializzata nella spada. Ha rappresentato l'Estonia ai Giochi olimpici di Tokyo 2020, dove ha vinto il bronzo nel torneo della spada individuale e l'oro nella spada a squadre

## Palmarès
- Giochi olimpici

Tokyo 2020: bronzo nella spada individuale e oro nella spada a squadre
- Mondiali

Tbilisi 2025: argento nella spada individuale.
- Giochi europei

Baku 2015: argento nella spada a squadre.
- Europei

Montreux 2015: argento nella spada a squadre.
Novi Sad 2018: oro nella spada individuale.
Genova 2025: argento nella spada individuale.